# Fabrizio Pirovano
Fabrizio Pirovano (Biassono, 1 februari 1960 - Monza, 12 juni 2016) was een Italiaans motorcoureur. In 1998 werd hij kampioen in de wereldserie Supersport.

## Carrière
Pirovano begon zijn motorsportcarrière in het motorcross. In 1977 werd hij nationaal kampioen in de 50 cc Cadet-klasse op een TGM, voordat hij in 1980 tweede werd in het Italiaanse 125 cc-kampioenschap. In 1986 stapte hij over naar het wegrace, omdat hij fysieke problemen begon te ondervinden als gevolg van de vele ongelukken op de motorcrossbanen.
In 1987 nam Pirovano deel aan de 250 cc-klasse van het Europees kampioenschap wegrace, waarin hij op een Yamaha dertiende werd met 15 punten. Ook werd hij voor het eerst kampioen in het Italiaans kampioenschap superbike. Dat jaar reed hij ook zijn enige race in het wereldkampioenschap wegrace toen hij deelnam aan de 250 cc-klasse van de Grand Prix der Naties op een Yamaha, waarin hij niet aan de finish kwam. Ook nam hij deel aan de Formule TT-race in Duitsland en reed hij op een Bimota in de Bol d'Or.
In 1988 kwam Pirovano uit in het nieuwe wereldkampioenschap superbike op een Yamaha. Hij won zijn eerste race op Le Mans en behaalde nog twee podiumplaatsen in Spielberg en Manfeild. Met 93,5 punten werd hij achter Fred Merkel tweede in het kampioenschap. In 1989 won hij de seizoensopener van het WK superbike op Donington en stond in de rest van het seizoen nog zes keer op het podium. Met 208 punten werd hij achter Merkel, Stéphane Mertens en Raymond Roche vierde in het eindklassement. In 1990 won hij vijf races: twee op zowel Monza als Shah Alam en een in Spielberg. Met 337 punten werd hij achter Roche tweede in de rangschikking. Tevens werd hij dat jaar opnieuw kampioen in het Italiaans kampioenschap superbike.
In 1991 stond Pirovano vier keer op het podium op Donington, Anderstorp en Shah Alam (tweemaal). Met 195 punten werd hij vijfde in de eindstand. In 1992 won hij twee races op Monza en behaalde hij in de rest van het seizoen zeven podiumfinishes. Met 278 punten werd hij opnieuw vijfde in het klassement. Ook werd hij dat jaar voor de derde keer kampioen in het Italiaans kampioenschap superbike. In 1993 behaalde hij zijn laatste zege in het WK superbike tijdens het laatste weekend op Estoril. In negen andere races stond hij ook op het podium. Met 290 punten werd hij achter Scott Russell, Carl Fogarty en Aaron Slight vierde in de eindstand. Verder werd hij opnieuw kampioen in het Italiaans kampioenschap superbike.
In 1994 maakte Pirovano de overstap naar het Ducati-team van Davide Tardozzi. Hij behaalde hier drie podiumfinishes op Donington, Hockenheim en Sugo. Met 111 punten werd hij negende in de eindstand. Daarnaast behaalde hij zijn vijfde en laatste titel in het Italiaans kampioenschap superbike, eveneens op een Ducati. In 1995 reed hij zijn laatste seizoen in het WK superbike, waarin hij enkel in de seizoensopener op Hockenheim op het podium stond. Met 178 punten werd hij zevende in het klassement. In 1996 maakte hij de overstap naar het Europees kampioenschap Supersport, waarin hij op een Ducati kampioen werd.
In 1997 debuteerde Pirovano in de nieuwe wereldserie Supersport, waarin hij op een Ducati reed. Hij won een race op Monza en behaalde ook in Spielberg en Sugo podiumfinishes. Met 87 punten werd hij achtste in de eindstand. In 1998 maakte hij de overstap naar een Suzuki. Hij won vijf races op Monza, Monza, Albacete, Misano en Spielberg en stond ook in Kyalami en Assen op het podium. Met 171 punten werd hij gekroond tot kampioen in de klasse.
In 1999 werd de wereldserie Supersport vervangen door een officieel wereldkampioenschap, waarin Pirovano wederom op een Suzuki reed. Hij kon zijn successen uit de voorgaande seizoenen niet herhalen en behaalde enkel in Nürburg het podium. Met 84 punten werd hij zevende in de eindstand. In 2000 was een vierde plaats in Valencia zijn beste resultaat in het WK Supersport. Met 61 punten werd hij negende in de rangschikking. In 2001 waren twee vijfde plaatsen op Brands Hatch en Assen zijn beste klasseringen, waardoor hij met 67 punten tiende werd in het klassement. Dit was zijn laatste volledige seizoen als motorcoureur; in 2006 won hij als gastcoureur nog een race in de Suzuki GSX-R Cup op het Circuito Internazionale Santa Monica.
Op 12 juni 2016 overleed Pirovano op 56-jarige leeftijd na een lange strijd tegen leverkanker.